# Mohammad Razigul
Mohammad Razigul (* 1942) je bývalý afghánský zápasník, účastník letních olympijských her 1988 v Soulu, kde ve volném stylu do 48 kg vypadl ve třetím kole.
V prvním kole porazil Gunawana z Indonésie, ve druhém podlehl celkově bronzovému Karamčakovovi ze Sovětského svazu a ve třetím celkově stříbrnému Conovi z Bulharska.